# Saudi Aramco
A Saudi Aramco (árabe: ارامكو السعودية ), oficialmente Saudi Arabian Oil Company, anteriormente conhecida como Aramco (Arabian-American Oil Company) é a companhia petrolífera estatal com sede em Darã na Arábia Saudita sendo a maior companhia do ramo do mundo em termos de reservas de óleo cru e de  produção. O valor da Saudi Aramco foi estimado em até 2 trilhões de dólares dos EUA no Financial Times.
Baseada em Dhahran, a Saudi Aramco opera também a maior rede mundial de hidrocarbonetos, a Master Gas System. Formalmente, é conhecida como Aramco, acrónimo em inglês de Companhia Petrolífera Américo-saudita. Amin H. Nasser é o presidente da multinacional saudita.

## História
As origens da Saudi Aramco remontam à escassez de petróleo da Primeira Guerra Mundial e à exclusão das empresas americanas do Mandato Britânico da Mesopotâmia pelo Reino Unido e pela França sob o Acordo Petrolífero de San Remo de 1920. A administração dos EUA tinha apoio popular para uma "Política de Portas Abertas", que Herbert Hoover, secretário de comércio, iniciou em 1921. A Standard Oil of California (SoCal) estava entre as empresas americanas que buscavam novas fontes de petróleo no exterior.
Por meio de sua empresa subsidiária, a Bahrain Petroleum Co. (BAPCO), a SoCal descobriu petróleo no Bahrein em 30 de maio de 1932. Esse evento aumentou o interesse nas perspectivas de petróleo no Oriente Médio. Em 29 de maio de 1933, o governo da Arábia Saudita concedeu uma concessão à SoCal em preferência a uma oferta rival da Iraq Petroleum Co. A concessão permitiu à SoCal explorar petróleo na Arábia Saudita. A SoCal atribuiu esta concessão a uma subsidiária integral, a California-Arabian Standard Oil (CASOC). Em 1936, não tendo a empresa obtido sucesso na localização de petróleo, a Texas Company (Texaco) adquiriu 50% da concessão. Após quatro anos de exploração infrutífera, o primeiro sucesso veio com o sétimo local de perfuração em Dhahran em 1938, um poço conhecido como Dammam No. 7.  Este poço produziu imediatamente mais de 1.500 barris por dia (240 m 3 /d), dando à empresa confiança para continuar. Em 31 de janeiro de 1944, o nome da empresa foi alterado de California-Arabian Standard Oil Co. para Arabian American Oil Co. (ou Aramco ). Em 1948, a Standard Oil de New Jersey (mais tarde conhecida como Exxon) comprou 30% e a Socony Vacuum (mais tarde Mobil) comprou 10% da empresa, com a SoCal e a Texaco retendo 30% cada. Os recém-chegados também eram acionistas da Iraq Petroleum Co. e tiveram que fazer com que as restrições do Acordo da Linha Vermelha fossem levantadas para serem livres para entrar neste acordo.
Em 1949, a Aramco havia feito incursões no Emirado de Abu Dhabi, levando a uma disputa de fronteira entre Abu Dhabi e a Arábia Saudita. Em 1950, o rei Abdulaziz ameaçou nacionalizar as instalações petrolíferas de seu país, pressionando assim a Aramco a concordar em dividir os lucros 50/50.
Um processo semelhante ocorreu com empresas petrolíferas americanas na Venezuela alguns anos antes. O governo americano concedeu às empresas membros da US Aramco uma redução de impostos conhecida como golden gimmick equivalente aos lucros dados ao rei Abdulaziz. Na esteira do novo acordo, a sede da empresa foi transferida de Nova York para Dhahran. Em 1951, a empresa descobriu o campo de petróleo de Safaniya, o maior campo offshore do mundo. Em 1957, a descoberta de campos de petróleo conectados menores confirmou o Campo de Ghawar como o maior campo onshore do mundo.
Em 1975, o segundo plano econômico de cinco anos da Arábia Saudita incluía um Plano Mestre de Gás. O gás natural seria usado para gerar energia, em vez de ser queimado. O plano contava com o uso do gás associado, mas em 1985 a Aramco conseguiu incluir 28 milhões de metros cúbicos por dia de gás não associado. Este gás não associado foi produzido a partir da Formação Kuff, que é uma camada de calcário 650 metros abaixo da zona árabe produtora de petróleo. Em 1994, a Aramco descobriu mais gás não associado na formação mais profunda de arenito Jawf e construiu usinas em Hawiyah e Haradhpara processá-lo. Isso aumentou a capacidade do Master Gas System para 266 milhões de metros cúbicos por dia.
Guerra do Yom Kipur
Em 1973, após o apoio dos EUA a Israel durante a Guerra do Yom Kippur , o governo da Arábia Saudita adquiriu uma "participação" de 25% nos ativos da Aramco. Ela aumentou sua participação para 60% em 1974 e adquiriu os 40% restantes em 1976. A Aramco continuou a operar e administrar os antigos ativos da Aramco, incluindo sua participação em certos campos petrolíferos da Arábia Saudita, em nome do governo da Arábia Saudita até 1988. Em novembro de 1988, um decreto real criou uma nova empresa árabe saudita, a Saudi Arabian Oil Company, para assumir o controle dos antigos ativos da Aramco (ou Saudi Aramco) e assumiu a gestão e o controle das operações dos campos de petróleo e gás da Arábia Saudita da Aramco e seus parceiros. Em 1989-90, petróleo e gás de alta qualidade foram descobertos em três áreas ao sul de Riad: a área de Raghib, cerca de 124 km a sudeste da capital.
Guerra do Golfo
Em setembro de 1990, após o início da Guerra do Golfo, esperava-se que a Aramco substituísse grande parte da produção de petróleo retirada do mercado global devido ao embargo do Iraque e do Kuwait ocupado. Isso representou uma produção extra de 4,8 milhões de barris por dia (Mbpd) para manter o mercado global de petróleo estável. Além disso, esperava-se que a Aramco fornecesse todas as necessidades de aviação e diesel da coalizão . A Aramco recomissionou 146 poços de petróleo de Harmaliyah, Khurais e Ghawar com usinas de separação de gasóleo associadas e oleodutos de tratamento de água salgada, que haviam sido desativados durante o colapso do preço do petróleo na década de 1980. A produção diária aumentou de 5,4 Mbpd em julho para 8,5 Mbpd em dezembro de 1990, após três meses de esforço de desativação.
A partir de 1990, a Aramco embarcou na expansão das vendas de petróleo bruto no mercado asiático, resultando em acordos com a Coreia do Sul, Filipinas e China. Em 2016, cerca de 70% das vendas de petróleo bruto da Aramco foram para a Ásia.
Anos 2000
Em maio de 2001, a Arábia Saudita anunciou a Iniciativa do Gás, que propunha a formação de três joint ventures com oito IOCs para exploração de gás. O Core Venture 1 incluiu o sul de Ghawar e o norte de Rub' Al-Khali , o Core Venture 2 incluiu o Mar Vermelho, enquanto o Core Venture 3 envolveu Shaybah e Kidan. Em 2003, a Royal Dutch Shell e a TotalEnergies formaram uma parceria com a Saudi Aramco no Core Venture 3. Em 2004, o Core Venture 1 tornou-se três joint ventures separadas com a Saudi Aramco detendo 20%, uma com a Lukoil, uma segunda com a Sinopec e uma terceira com Repsol. 
Em 2004, a Aramco estava produzindo 8,6 milhões de barris por dia (mbpd) de um potencial de 10 mbpd. Em 2005, a Aramco lançou um plano de cinco anos para investir US$ 50 bilhões para aumentar sua capacidade diária para 12,5 mbpd, aumentando a capacidade de produção e refino e dobrando o número de plataformas de perfuração.
Em 2005, a Saudi Aramco era a maior empresa do mundo, com um valor de mercado estimado em US$ 781 bilhões.
Em junho de 2008, em resposta aos preços do petróleo bruto superiores a US$ 130 o barril, a Aramco anunciou que aumentaria a produção para 9,7 milhões de barris por dia (mbpd). Então, quando os preços despencaram, a Aramco declarou em janeiro de 2009 que reduziria a produção para 7,7 mbpd.
Em 2011, a Saudi Aramco iniciou a produção de gás no campo de Karan, com uma produção de mais de 11,3 milhões de m³ por dia.
Em janeiro de 2016, o príncipe herdeiro da Arábia Saudita, Mohammad bin Salman Al Saud, anunciou que estava considerando listar ações da estatal e vender cerca de 5% delas para formar um grande fundo soberano.
Em 26 de abril de 2017, as forças de segurança sauditas frustraram uma tentativa de ataque a um centro de distribuição de petróleo da Aramco envolvendo um barco não tripulado do Iêmen.
O Wall Street Journal informou em setembro de 2018 que a Aramco estava considerando um fundo de capital de risco de US$ 1 bilhão para investir em empresas internacionais de tecnologia.
Em junho de 2019, um relatório do Financial Times afirmou que a Aramco estava arcando com as despesas relacionadas ao ministério; aumentar a alocação orçamentária do Ministério das Finanças. Também incluiu as viagens diplomáticas e relacionadas à empresa do ministro da Energia, Khalid Al Falih, bem como suas estadias em hotéis luxuosos. No entanto, um aliado mencionou que as políticas de Falih resultaram em receitas petrolíferas adicionais que excederam em muito as suas despesas.
Em outubro de 2021, a Saudi Aramco anunciou planos para atingir emissões líquidas zero de carbono de suas operações de propriedade integral até 2060.
Em março de 2022, combatentes hutis atacaram um local de armazenamento da Aramco em Jeddah, causando um incêndio em dois tanques de armazenamento. O incidente ocorreu durante a qualificação para o Grande Prêmio da Arábia Saudita de 2022.
Em março de 2023, a Saudi Aramco anunciou que havia obtido lucros recordes de US$ 161 bilhões, com o aumento dos preços da gasolina após a pandemia de COVID-19. Os números eclipsaram os números publicados pela ExxonMobil e pela Shell, que relataram US$ 55,7 e US$ 39,9 bilhões em lucro, respectivamente.

## Entrada em bolsa
A Saudi Aramco colocou 1,5% do seu capital social, com dois terços destinado a investidores institucionais e o restante para particulares.
Em 4 de dezembro de 2019, a Saudi Aramco precificou sua oferta em 32 riais sauditas (aproximadamente US$ 8,53 na época) por ação. A empresa gerou subscrições no valor total igual a US$ 119 bilhões, representando 456% do total de ações da oferta. Ele levantou US $ 25,6 bilhões em seu IPO, tornando-o o maior IPO do mundo, sucedendo o do Alibaba Group em 2014. A empresa começou a negociar em Tadawul em 11 de dezembro de 2019, com ações subindo 10% para 35,2 riais, uma capitalização de mercado de cerca de US$ 1,88 trilhão, tornando a Saudi Aramco a maior empresa listada do mundo.

## Parceria global com a Fórmula 1
Em 2019, a Aramco anunciou uma "parceria global de longo prazo" com a maior categoria de automobilismo do mundo, a Fórmula 1. Contudo, o anúncio gerou muita polemica uma vez que a companhia saudita é uma das maiores poluidoras do mundo e a FIA assinou um compromisso de zerar suas emissões de carbono na F1 até 2030.

## Operação
A Saudi Aramco está sediada em Dhahran, mas suas operações abrangem todo o mundo e incluem exploração, produção, refino, produtos químicos, distribuição.